# 1645 w sztukach plastycznych

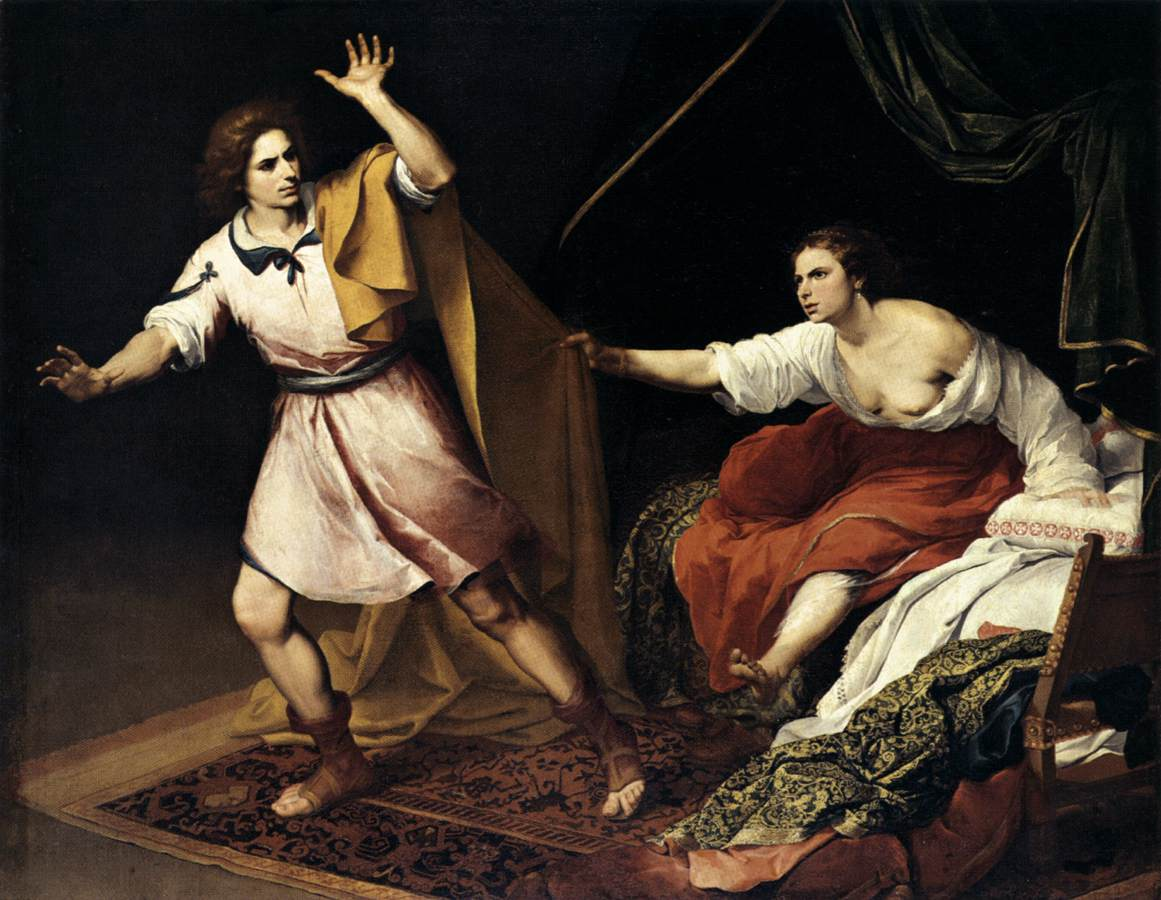
Murillo Józef i żona Potifara

Wydarzenia w sztukach plastycznych i wizualnych w 1645 roku.

## Malarstwo
- Bartolomé Esteban Murillo

Józef i żona Potifara (1640-1645) – olej na płótnie, 197 × 254 cm